# Zach Tyler Eisen
Zachary Tyler „Zach” Eisen (Stamford, Connecticut, 1993. szeptember 23. –) amerikai színész. Szerepei animációs sorozatokban: Aang az Avatar: Aang legendájából, Lucas Nickle a Hangya boy-ból (2006), Andrew Nick Jr. a Kicsi Bill-ből, és Pablo a pingvin a The Backyardigans-ból.

## Filmográfia
- Entropy (1999) - Lucas
- Marci X (2003) - fiú

## Szinkronhangok
- Kicsi Bill (2000) - Andrew
- The Backyardigans (2004) - Pablo
- Avatár – Aang legendája (2005–2008) - Aang
- Hangya boy (film) (2006) - Lucas Nickle
- The Ant Bully (videójáték) (2006) - Lucas Nickle
- Avatar: The Last Airbender (videójáték) (2006) - Aang
- Avatar: The Last Airbender – The Burning Earth (2007) - Aang
- Avatar: The Last Airbender – Into the Inferno (2008) - Aang

## További információ
- Zach Tyler Eisen a PORT.hu-n (magyarul)
- Zach Tyler Eisen az Internet Movie Database-ben (angolul)
- Zach Tyler Eisen a Rotten Tomatoeson (angolul)